# Cipreste

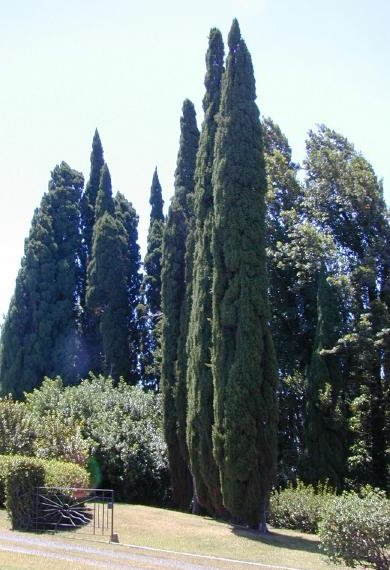
Cupressus sempervirens, o cipreste-mediterrânico.

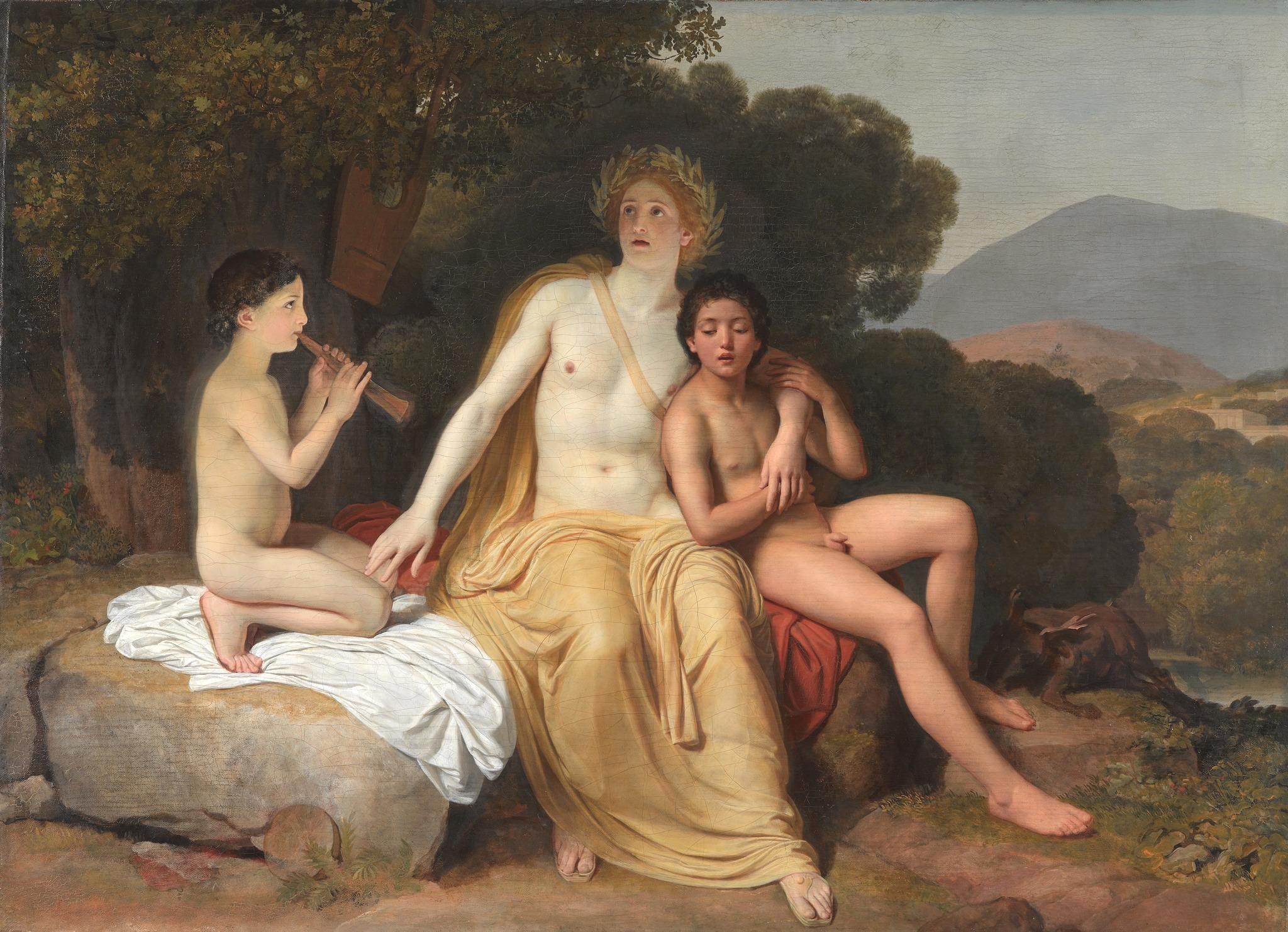
Apolo, Hyacinthus e Cyparissus a tocar música e a cantar (obra de Alexander Andreyevich Ivanov, 1831-1834).

Cipreste é o nome genérico aplicado a uma grande variedade de espécies de coníferas da família das Cupressaceae, ou família dos ciprestes. Este nome comum é aplicado a diversas espécies de árvores e arbustos muito utilizados como árvores ornamentais e como importante fonte de madeiras. A maior parte destas plantas pertencem aos géneros Cupressus e Chamaecyparis, mas existem outros géneros que são incluídos nesta designação, O cipreste é um dos símbolos clássicos do Hades e uma árvore que simboliza a vida eterna, sendo frequentemente plantado nos cemitérios do sul da Europa.

## Descrição
Cipreste é um nome comum para várias árvores coníferas ou arbustos das regiões setentrionais temperadas que pertencem à família Cupressaceae. A palavra cipreste deriva do francês antigo cipres, que foi importado do latim cypressus, a latinização do grego κυπάρισσος (kyparissos).
Os ciprestes são uma larga classificação de coníferas, englobando as árvores e os arbustos da família dos ciprestes (Cupressaceae) e muitas outras Cupressales com a palavra "cipreste" no seu nome comum. Muitos ciprestes têm uma folhagem perene em forma de agulha e cones de sementes semelhantes a bolotas.

### Simbologia
Na mitologia grega, Ciparisso, Cyparissus ou Kyparissos (Grego antigo: Κυπάρισσος, "cipreste") era um rapaz amado por Apolo ou, em algumas versões, por outras divindades. Na versão mais conhecida da história, o companheiro favorito de Cyparissus era um veado domesticado, que ele acidentalmente matou com o seu dardo de caça enquanto dormia na floresta. A dor do rapaz foi tal que o transformou num cipreste, símbolo do luto na mitologia clássica. O mito é assim aetiológico ao explicar a relação da árvore com o seu significado cultural. O tema é conhecido principalmente pela literatura latina helenizada e frescos de Pompeia.
A sua ligação ao luto fez do cipreste uma dos símbolos do Hades, razão pela qual desde a Antiguidade Clássica europeia é plantado em cemitérios e em outros contextos fúnebres. No Renascimento, o mito de Kyparissos foi retomado, dando origem a diversas obras de arte e serviu de tema a múltiplas obras poéticas.

### Espécies
A família Cupressaceae contém 13-16 géneros (não listados abaixo na sua totalidade) que não têm "cipreste" nos seus nomes comuns. As espécies mais comuns que são vulgarmente conhecidas como ciprestes incluem:
- Cipreste verdadeiros (várias espécies do género Cupressus) nomeadamente:
  - Cipreste-comum ou cipreste-italiano (Cupressus sempervirens)
  - Cipreste-da-califórnia (Cupressus macrocarpa)
  - Cipreste-português (Cupressus lusitanica)
- Outras árvores e arbustos pertencentes a vários géneros:
  - Género Chamaecyparis
    - Cipreste-de-lawson (Chamaecyparis lawsonia)

  - Género Callitropsis
  - Género Fokienia
    - Cipreste-de-fuji (Fokienia hodginsii)

  - Género Microbiota
    - Cipreste-da-sibéria (Microbiota decussata)

  - Género Fitzroya
    - Cipreste-da-patagónia (Fitzroya cupressoides)

  - Género Callitris
  - Género Taxodium
  - Género Glyptostrobus
    - Cipreste-dos-pântanos-chinês (Glyptostrobus pensilis)

  - Género Calocedrus
    - Cedro-do-incenso (Calocedrus decurrens)

  - Género Thuja
    - Thuja plicata
    - Thuja orientalis, hoje designada como Platycladus orientalis

  - Género Thujopsis
    - Thujopsis dolabrata

Uma visão mas sistemática das espécies que têm o nome comum de cipreste é a seguinte:
- Cipreste-africano (espécies de Widdringtonia), nativo do sul da África;[6]
- Ciprestes calvos, de lagoa e de Montezuma (espécies de Taxodium), nativos da América do Norte;
- Cipreste-dos-pântanos-chinês (Glyptostrobus pensilis), China e Vietname, criticamente em perigo;[7]
- Cipreste-chileno ou cipreste-da-cordilheira (Austrocedrus chilensis), nativo do Chile e Argentina;[8]
- Pinheiros-cipreste (espécies de Actinostrobus), sudoeste da Austrália;[9]
- Pinheiros-cipreste (espécies de Callitris), Austrália e Nova Caledónia;[10]
- Falso-cipreste (espécies de Chamaecyparis), Ásia e América do Norte;[11]
- Cipreste-do-Fuji (Fokienia hodginsii), sueste da China;[12]
- Cipreste-de-Guaitecas (Pilgerodendron uviferum), oeste da Patagónia;[13] and Tierra del Fuego[8]
- Cipreste-japonês (Chamaecyparis obtusa), Leste da Ásia;
- Cipreste-da-Patagónia (Fitzroya cupressoides), sul do Chile e Argentina;
- Cipreste-mediterrânico (Cupressus sempervirens), famosa pela sua longevidade, planta de jardim popular;
- Cipreste-de-Monterey (Cupressus macrocarpa), nativo da Monterey Peninsula, Califórnia;[14]
- Cipreste-de-Nootka (Cupressus nootkatensis), nativo do Pacific Northwest da América do Norte;[15]
- Cipreste-siberiano (Microbiota decussata);
- Cipreste-do-verão (Bassia scoparia), uma planta da família Amaranthaceae;
- Cipreste-plicata (Thuja plicata), nativo da América do Norte.

## Galeria

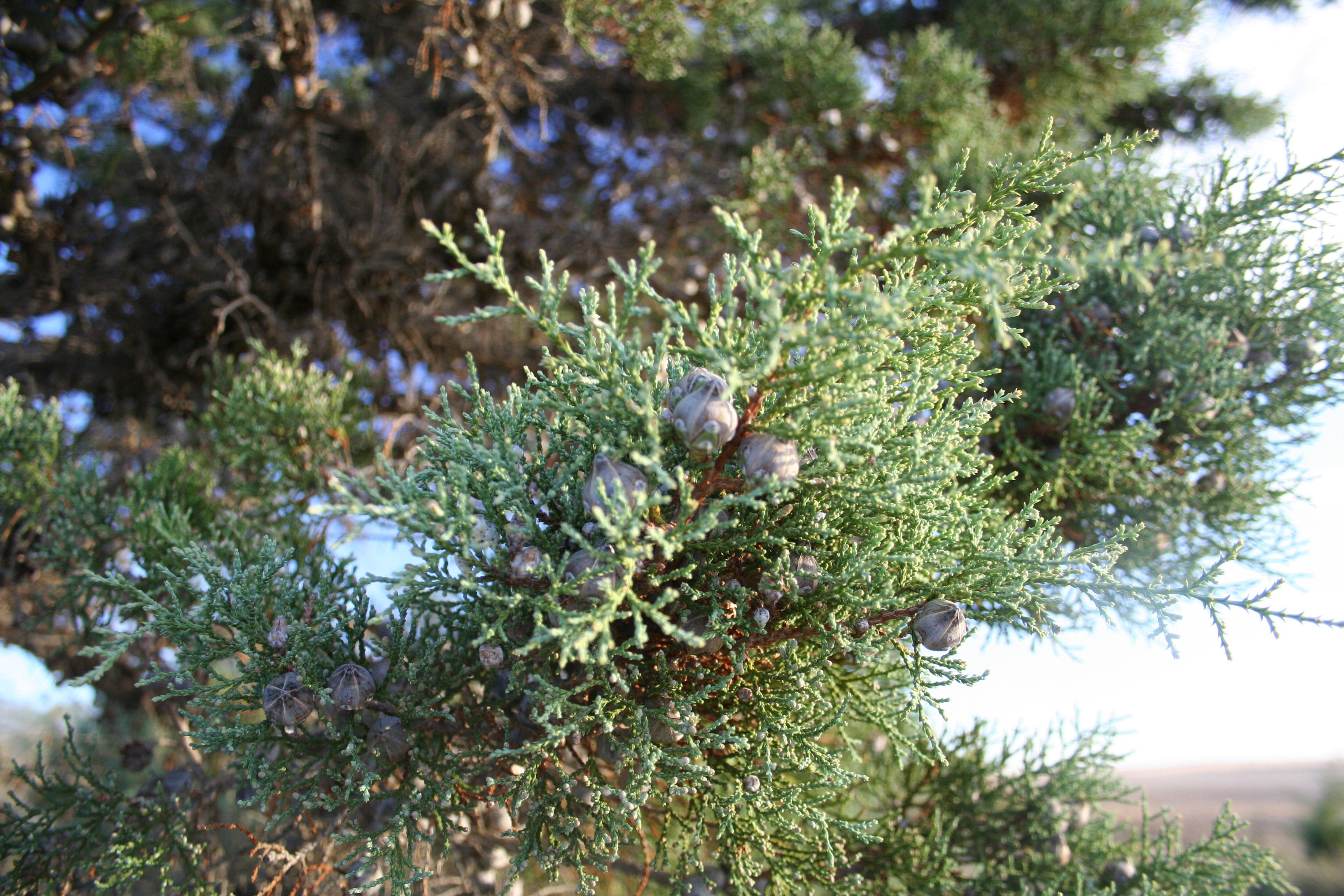
Actinostrobus arenarius
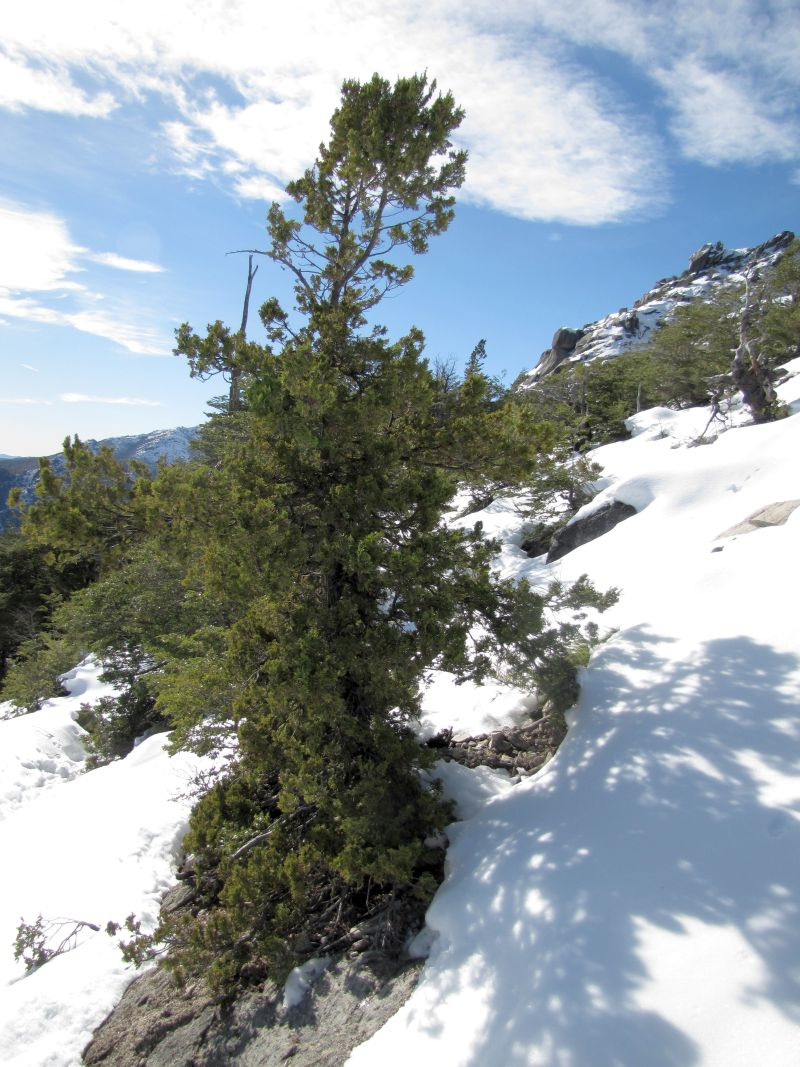
Austrocedrus chilensis
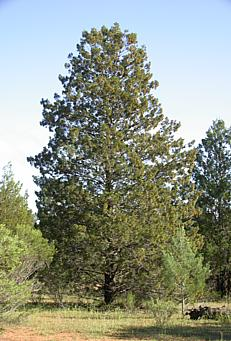
Callitris preissii
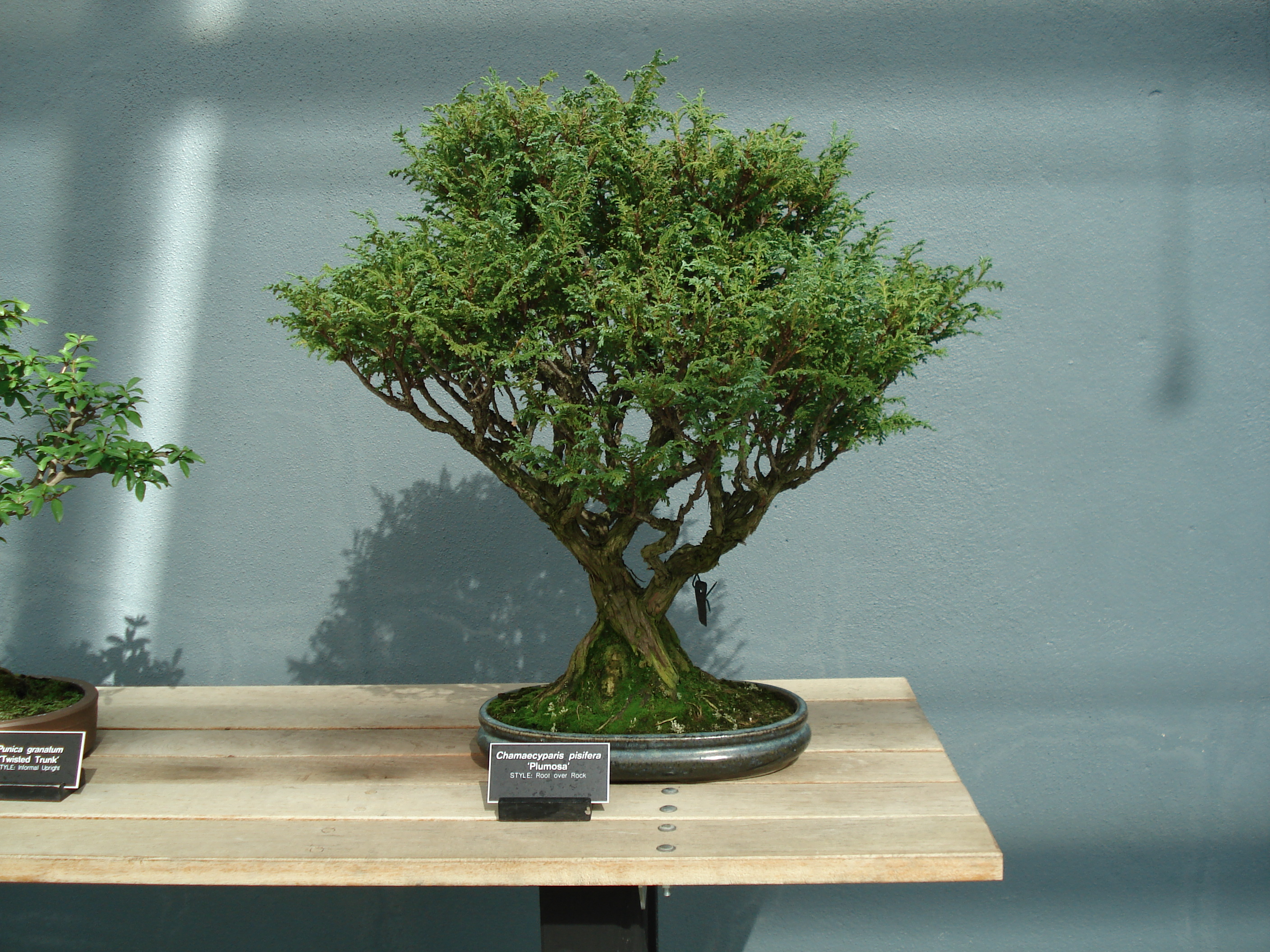
Chamaecyparis pisifera, bonsai
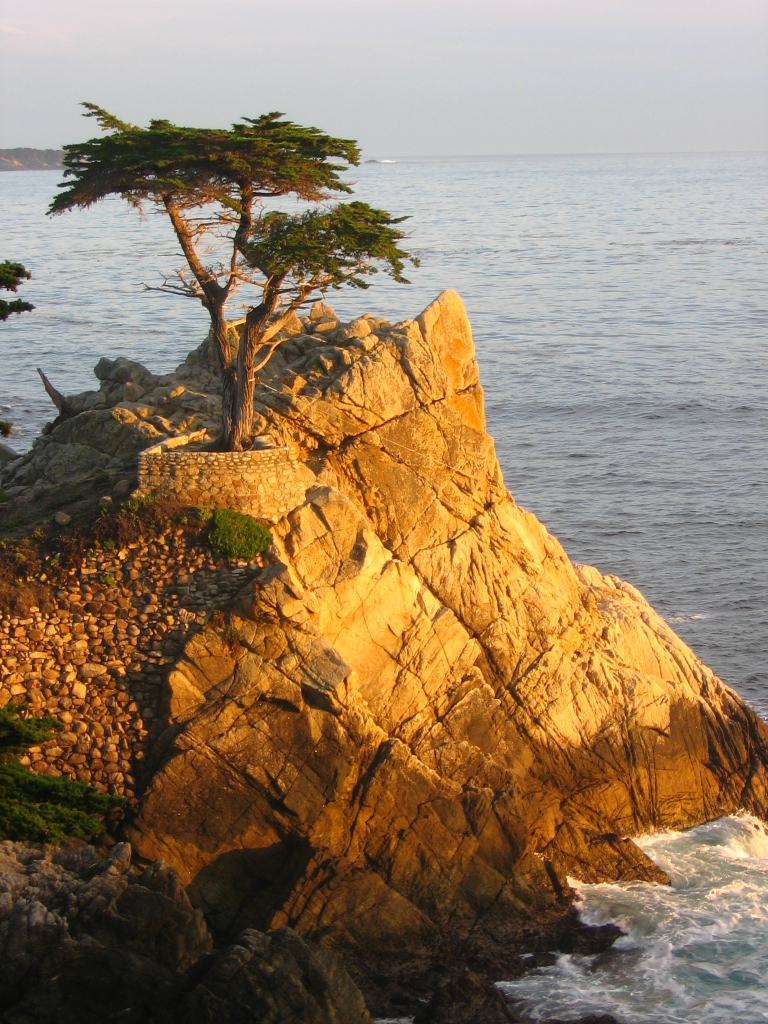
Cupressus macrocarpa, Monterey Peninsula, Califórnia
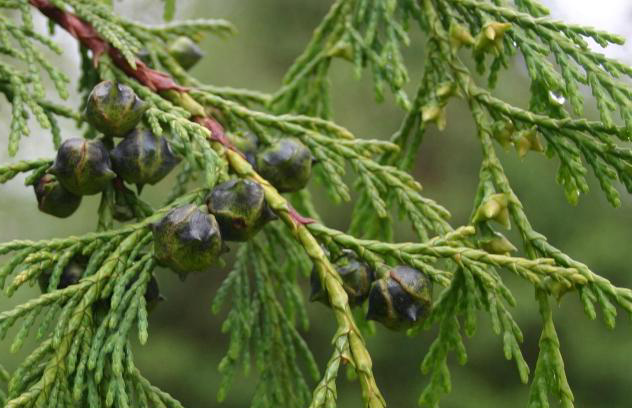
Cupressus nootkatensis
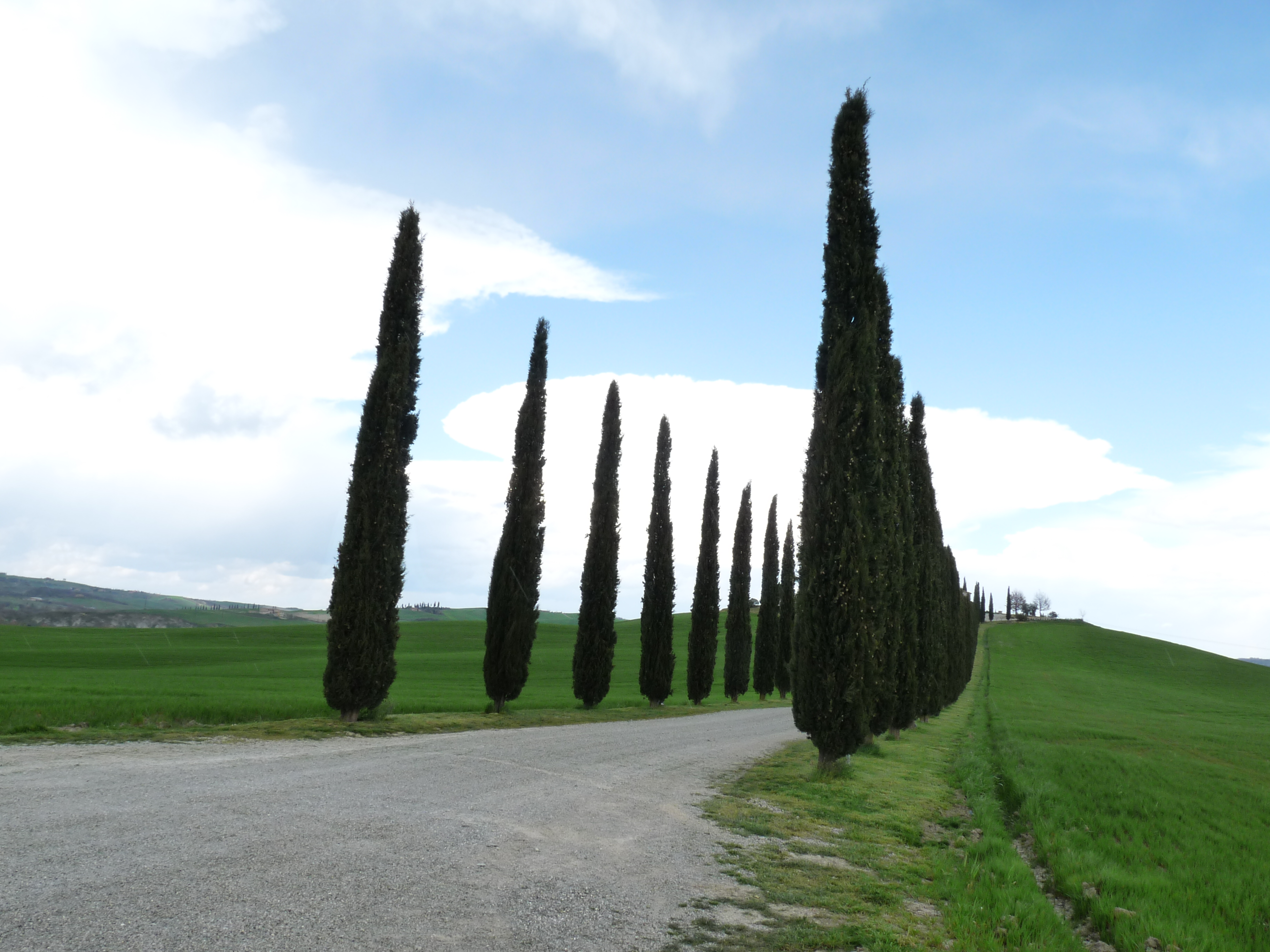
Cupressus sempervirens (Mediterranean Cypress), Tuscania, Itália
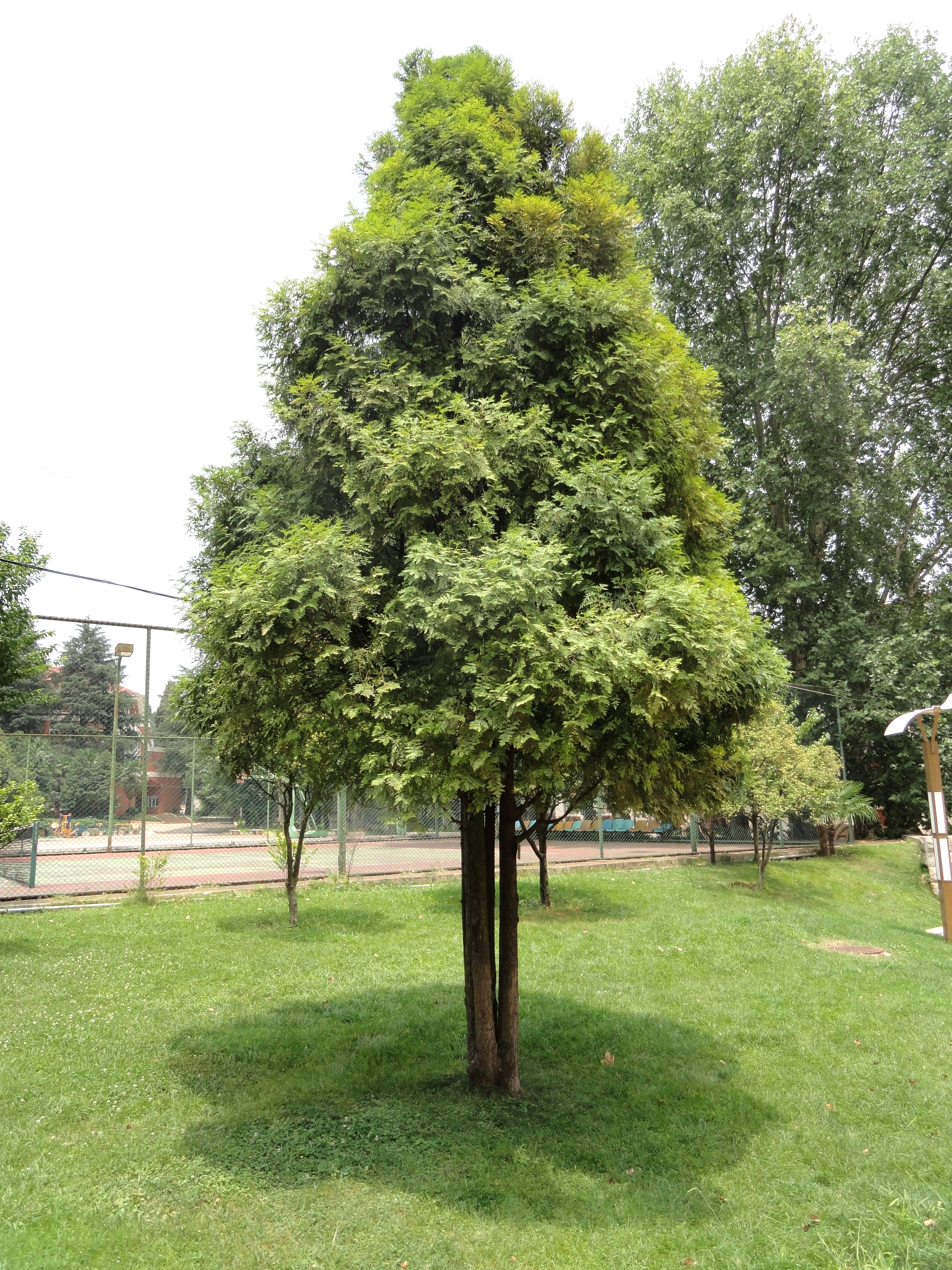
Fokienia hodginsii
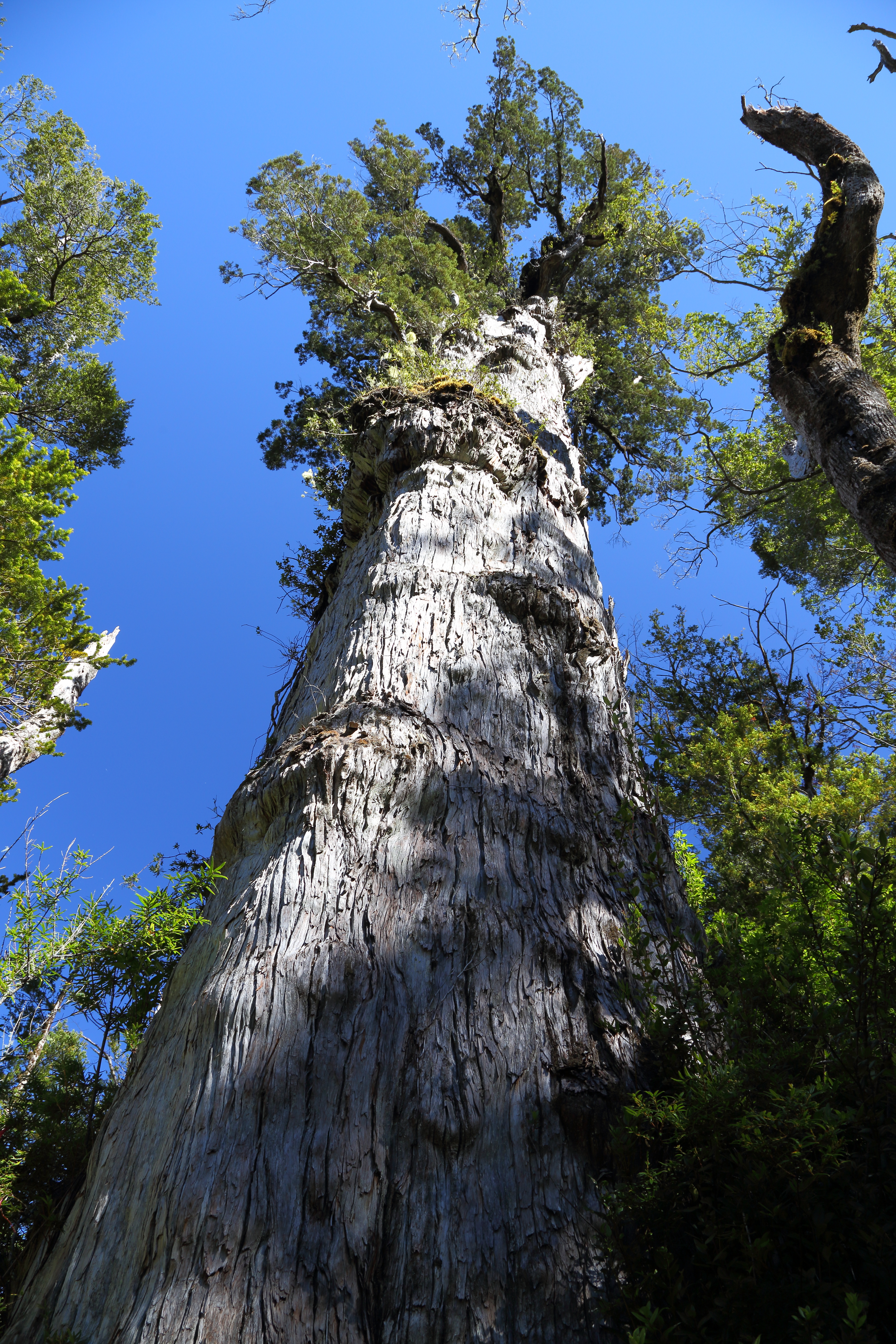
Fitzroya cupressoides
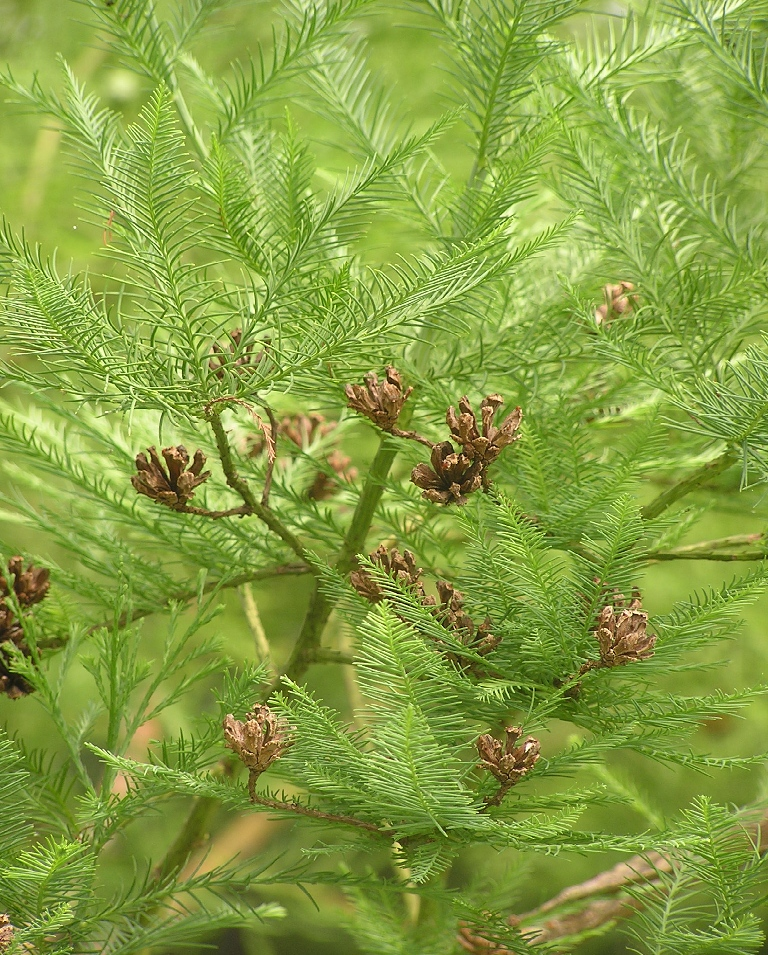
Folhagem de Glyptostrobus pensilis
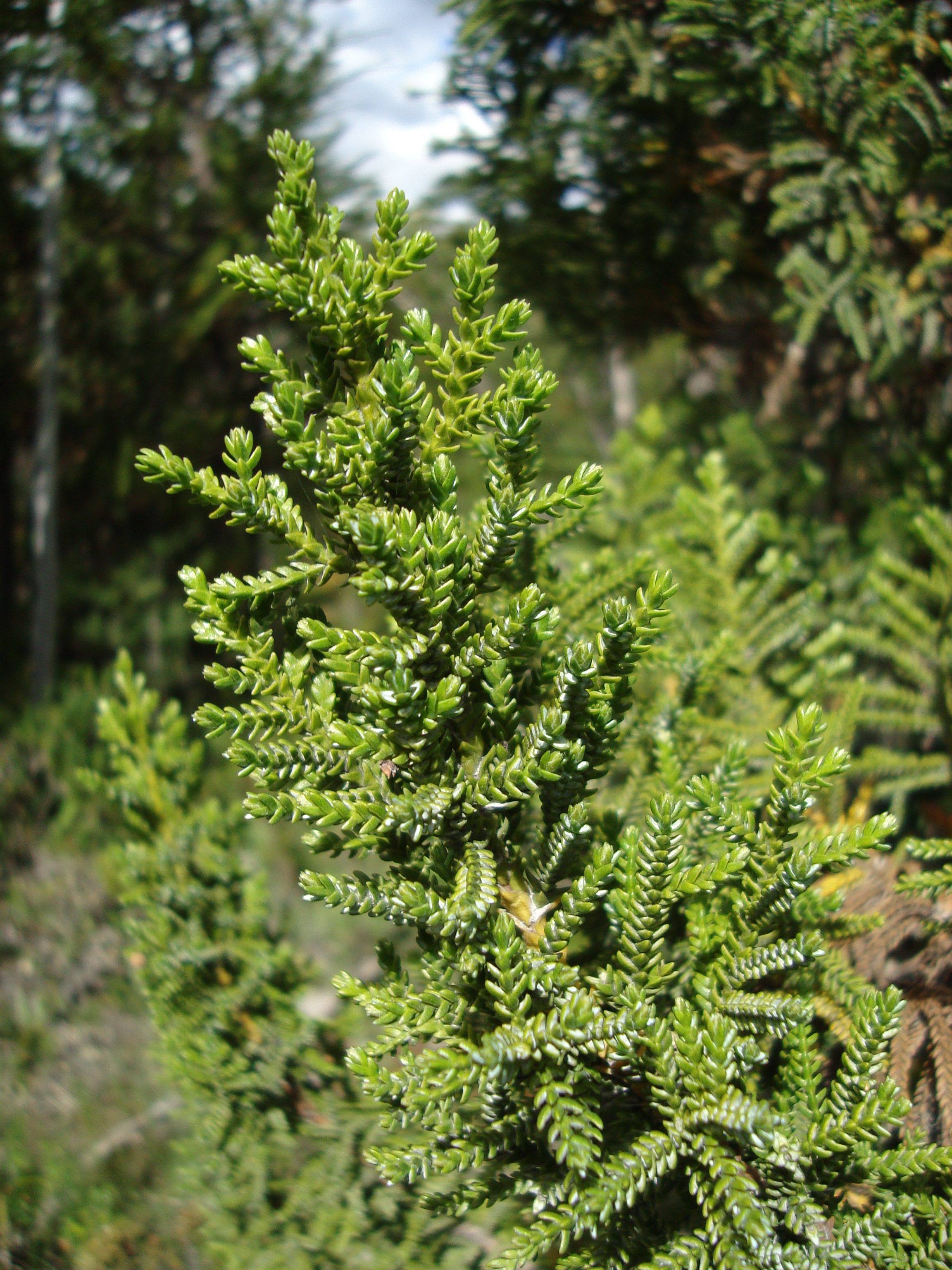
Pilgerodendron uviferum
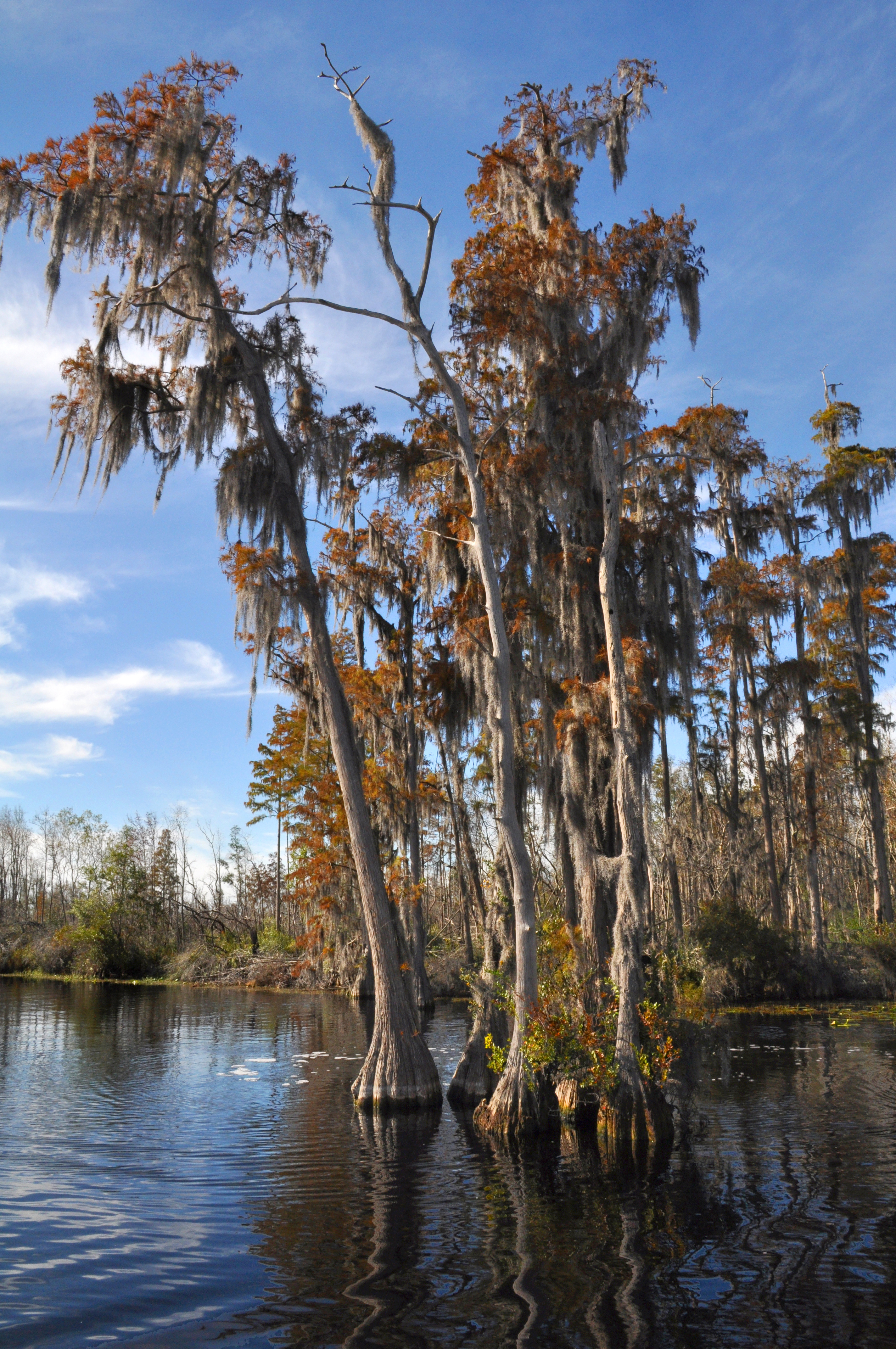
Taxodium ascendens, Okefenokee Swamp, Georgia (USA)
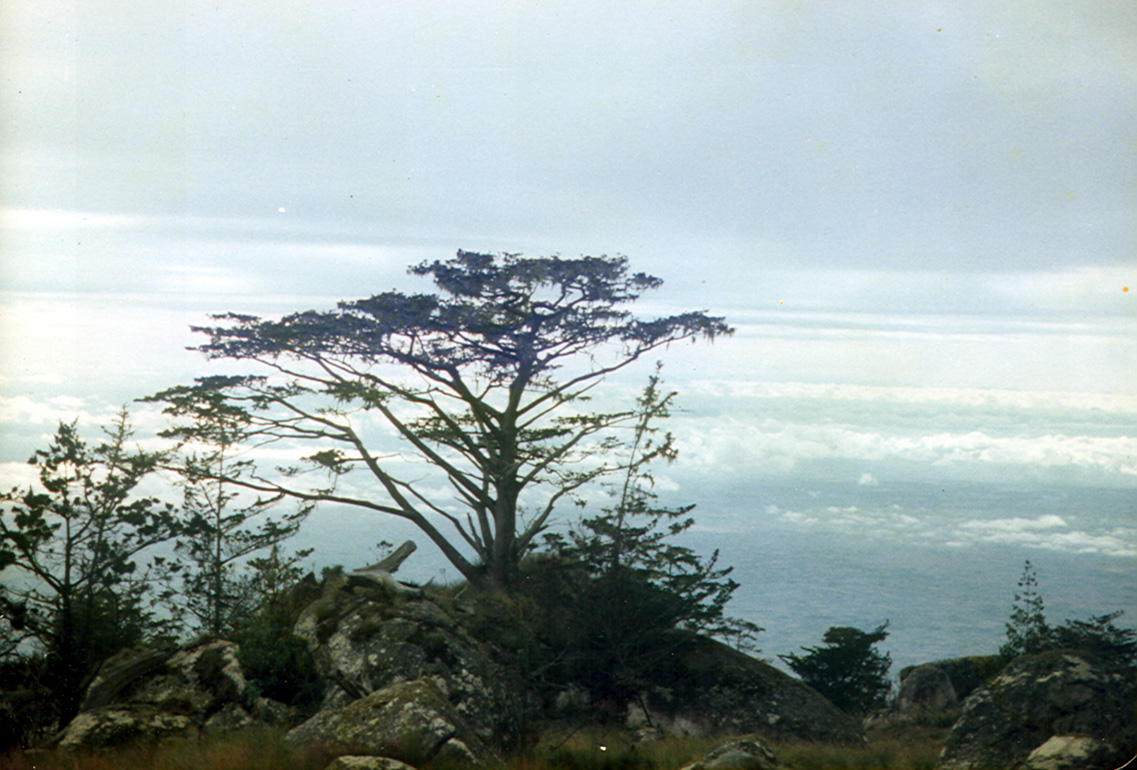
Widdringtonia whytei, Malawi